# Giovanna Antonelli
Giovanna Antonelli (Rio de Janeiro, 18 de março de 1976) é uma atriz e empresária brasileira.
Iniciou a carreira em 1991 como Angelicat, assistente de palco da apresentadora Angélica, no programa Clube da Criança da extinta Rede Manchete. Em 1994, estreou como atriz em Tropicaliente, emendando outros papéis consistentes em Tocaia Grande, Xica da Silva, Corpo Dourado, Força de um Desejo e Malhação. Em 2000 ganhou destaque em Laços de Família como Capitu, que se prostituía para sustentar o filho.
Em 2001, interpretou sua primeira protagonista em O Clone, a muçulmana Jade, que vivia um amor impossível com um brasileiro, expondo então os conflitos culturais e religiosos que permeiam as relações humanas. Com este papel ganhou diversos prêmios, passando a ter grande reconhecimento da imprensa internacional. Alçada ao primeiro escalão de atores da Rede Globo, emendou uma sequência de papéis centrais de sucesso como na minissérie A Casa das Sete Mulheres (2003), e nas telenovelas Da Cor do Pecado (2004), Viver a Vida (2009), Aquele Beijo (2011), e Em Família (2014) e A Regra do Jogo (2015), além de retomar a parceria com Glória Perez interpretando a destemida delegada Helô nas obras Salve Jorge (2012) e Travessia (2022), e protagonizar Sol Nascente (2016) e Segundo Sol (2018). Ao longo da carreira conquistou diversos prêmios, como Prêmio Extra de Televisão, Prêmio Qualidade Brasil, Melhores do Ano e Troféu Imprensa.
Antonelli também se destacou no cinema em longas-metragens, como Avassaladoras (2002) e Maria, Mãe do Filho de Deus (2003), além da franquia S.O.S. Mulheres ao Mar (2014–15).

## Carreira

### 1991–99: Angelicat e primeiros trabalhos
Em 1991, Giovanna Antonelli começou a carreira como Angelicat, como eram chamadas as assistentes de palco da apresentadora Angélica, no programa Clube da Criança da extinta Rede Manchete, no entanto, ela permaneceu no programa Clube da Criança por apenas alguns meses. Em 1992, Giovanna retornou brevemente ao grupo depois que o programa Clube da Criança, foi transferido para o período da manhã e pouco tempo depois o programa Clube da Criança, retornou para o período da tarde. No entanto, ainda em 1992, Giovanna saiu definitivamente do grupo depois que as gravações do programa Clube da Criança, foram transferidas para São Paulo. Em 1994, passou nos testes da Rede Globo, estreando como atriz na novela Tropicaliente, de Walther Negrão, exibida entre maio e dezembro daquele ano. Aos 18 anos, Giovanna interpretava a personagem Benvinda na novela. Logo após, voltou à Manchete para atuar nas tramas Tocaia Grande (1995), de Duca Rachid, Mário Teixeira e Marcos Lazarini, como a protagonista Ressú, e Xica da Silva (1996), de Walcyr Carrasco, como Elvira, a vilã da trama. A personagem fazia parte de um triângulo amoroso e teve um grande destaque. Depois do sucesso na Manchete, voltou à Globo, onde atuou como Judy em Corpo Dourado (1998), de Antônio Calmon, fazendo um triângulo amoroso com os personagens de Felipe Camargo e Fábio Jr. Após uma participação como a prostituta Violeta, na novela Força de um Desejo, de Gilberto Braga, integrou o elenco da primeira temporada do Colégio Múltipla Escolha na série Malhação, interpretando a personagem Isa, filha do personagem de Nuno Leal Maia.

### 2000–08: Reconhecimento e sucesso internacional
Em 2000, a atriz despontou para o grande público, ao interpretar outra prostituta, Capitu, de Laços de Família, novela de Manoel Carlos. A química com seu par romântico, o ator Luigi Baricelli, cativou o público e a crítica, recebendo vários elogios e ganhando os prêmios de Atriz Revelação e dois de Melhor Atriz. Também em 2000, estreou no cinema com o filme Bossa Nova, sob a direção de Bruno Barreto, fazendo uma pequena participação.
Em 2001, após o sucesso de Laços de Família, a atriz interpretou a protagonista Jade, uma muçulmana dividida entre o amor e as obrigações religiosas, na novela O Clone de Glória Perez. Sua personagem ditou moda nas ruas com véus, joias e maquiagens exóticas que caracterizaram a muçulmana. Além do grandioso sucesso no Brasil a personagem conquistou fãs em vários países do mundo nos quais a novela foi exibida. A novela lhe rendeu seis prêmios, sendo um deles o Prêmio Contigo de Melhor Par Romântico com Murilo Benício. Em 2002, no filme Avassaladoras, foi Laura, uma mulher bem-sucedida que procura um namorado por meio de uma agência de casamentos. No filme, fez par romântico com Reynaldo Gianecchini, com quem contracenaria em outros trabalhos na TV. A participação no filme rendeu a atriz o Prêmio Lente de Cristal de Melhor Atriz no Festival de Cinema Brasileiro em Miami.
Em 2003, Giovanna estrelou a minissérie A Casa das Sete Mulheres, de Maria Adelaide Amaral e Walther Negrão, interpretando Anita Garibaldi. Nessa época, recebeu vários elogios pela sua desenvoltura, originalidade e pela maneira com que se desvencilhou da marca da sua personagem anterior Jade, que a lançou ao estrelato no Brasil. Ainda neste ano interpretou a Virgem Maria, no filme Maria, Mãe do Filho de Deus, com direção de Moacyr Góes e no teatro com A Paixão de Cristo. Sua atuação no filme foi elogiada por alguns críticos, mas criticada por outros que acharam que a atuação da atriz carecia de mais brilho.
Em 2004 interpretou na novela Da Cor do Pecado, de João Emanuel Carneiro, a personagem Bárbara, fazendo com que Giovanna tingisse seus cabelos de louro. Principal antagonista da trama foi sua primeira vilã na carreira, recebendo elogios da crítica por ter conseguido apagar da memória as personagens com fama de boa moça que fez anteriormente. No teatro, fez com o ator Murilo Benício a peça Dois na Gangorra, dirigida por Walter Lima Júnior e no cinema o filme A Cartomante, com direção de Wagner de Assis e Pablo Uranga. .
Em 2005-2006, após do grande sucesso das novelas O Clone e Da Cor do Pecado, foi convidada novamente por Glória Perez e João Emanuel Carneiro para interpretar a protagonista principal das novelas América e Cobras & Lagartos, mas recusou os convites por motivos diversos e foi substituída por Deborah Secco e Mariana Ximenes.
Em 2007, após dois anos e meio recusa da TV, voltou ao vídeo como Delzuite, protagonista da primeira fase da minissérie Amazônia, de Galvez a Chico Mendes, de Glória Perez. No mesmo ano, foi a protagonista da novela Sete Pecados, de Walcyr Carrasco, onde sua personagem Clarice viveu um triângulo amoroso com Dante (Reynaldo Gianecchini) e Beatriz (Priscila Fantin). Atuou ainda no longa Caixa Dois, dirigido por Bruno Barreto, com o papel de uma secretária de um poderoso banqueiro, usada como laranja para que ele receba um cheque de 50 milhões de reais. Sua atuação recebeu uma crítica negativa, que considerou sua participação "o ponto fraco da trama".

### 2008–15: Papeis notáveis e cinema
Em 2008, foi convidada para interpretar a protagonista Joana da novela Beleza Pura de Andréa Maltarolli mais ela recusou o convite e foi substituída por Regiane Alves. Giovanna mostrou seu lado cômico, interpretando a atrapalhada e desajeitada Alma Jequitibá, uma das protagonistas da novela Três Irmãs, de Antônio Calmon. Médica ginecologista e obstetra, Alma fica dividida entre dois amores: o personagem de Bruno Garcia e o personagem de Rodrigo Hilbert. No cinema, filmou "The Heartbreaker", uma produção entre Brasil e Estados Unidos, com direção de Roberto Carminati. O longa foi filmado em Florianópolis e Boston e viria a ficar pronto em 2010 e seria lançado dois anos após sua finalização, no dia 14 de fevereiro de 2012.

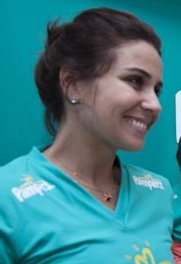
Antonelli em 2011.

Em 2009, a atriz voltou aos cinemas, no filme Budapeste, dirigido por Walter Carvalho, baseado no livro de Chico Buarque. No filme, a atriz aparece nua pela primeira vez no cinema como uma egocêntrica apresentadora de telejornal.
Ainda em 2009, interpretou o papel de Dora na novela Viver a Vida, marcando a volta da atriz numa novela de Manoel Carlos após quase 10 anos uma das protagonistas da novela. Na trama, Giovanna interpretou Dora, uma moça humilde que vai para Búzios para tentar uma vida nova e fugir de seu ex-marido que é bandido e pai de sua filha, Rafaela (Klara Castanho). Lá ela conhece Marcos (José Mayer), com quem vive um romance, e reencontra o amigo argentino Maradona (Mario José Paz). No decorrer da trama, Dora fica grávida e não sabe qual dos dois é o pai. Seu papel foi bem recebido pelos críticos, que avaliaram que a atriz desbancou Helena (a protagonista da trama) e roubou a cena. Ainda em 2010, a atriz interpretou a madrasta de Chico Xavier e seus irmãos na adaptação da obra de Chico Xavier, no filme de mesmo nome.
Em 2011, Giovanna integrou o elenco da novela Aquele Beijo, de autoria de Miguel Falabella, interpretando a protagonista Cláudia. A personagem de Giovanna, Cláudia é traída por seu namorado, Rubinho (Victor Pecoraro), com a filha da empregada da casa dele. Ela viaja a Cartagena, na Colômbia, a trabalho e no aeroporto conhece Vicente (Ricardo Pereira), um procurador estadual, que está indo para o mesmo lugar a fim de acabar com o noivado da amada dele. Os dois se tornam grandes amigos e acabam se apaixonando. Pela sua personagem, Giovanna foi indicada ao prêmio de Melhor Atriz no Prêmio Contigo. No ano seguinte foi a protagonista do episódio "A Venenosa de Sampa", da série As Brasileiras, de Daniel Filho. No episódio, a atriz interpreta uma socialite que faz de tudo para sua rival não ir com o vestido igual ao seu em uma festa.
Em 2012, O autor João Emanuel Carneiro convidou novamente Giovanna Antonelli para sua novela de sucesso Avenida Brasil, desta vez para interpretar a vilã Carminha. No entanto, ela recusou o convite, porque estava envolvida nas gravações da novela Salve Jorge da autora Glória Perez, e tinha contrato ativo com a produção naquele período na pele da delegada Heloísa, uma das protagonistas da novela e com esse papel ela obteve grande sucesso a personagem conquistou o público, principalmente por seu carisma e estilo, tendo suas roupas e acessórios os mais desejados entre as mulheres.   . Em 2014, integrou o elenco da novela Em Família de Manoel Carlos, em que interpretou a personagem Clara, casada com Cadu (Reynaldo Gianecchini), mas que larga o marido para viver com a fotógrafa Marina (Tainá Müller). Ainda em 2014, a atriz protagonizou o longa S.O.S. Mulheres ao Mar, uma comédia romântica. Na trama, Giovanna interpreta Adriana. Sua personagem foi bem recebida pelos críticos e o longa se tornou um grande sucesso de bilheteria, sendo confirmada uma continuação para 2015.

### 2015–presente: Amadurecimento e trabalhos recentes
Em 2015 é convidada novamente por João Emanuel Carneiro para participar em novela A Regra do Jogo, no papel da grande vilã Atena Terremolinos. Sua personagem foi o grande destaque da novela, despontado a protagonista. Diante seu grande destaque na novela Salve Jorge com seu parceiro de cena Alexandre Nero, ambos fizeram par romântico novamente com o casal Romena (Romero e Atena). Em 2016, Antonelli é convidada para participar da nova novela das 6, de Walther Negrão e Suzana Pires, Sol Nascente interpretando a protagonista Alice Tanaka, filha de Kazuo Tanaka (Luis Mello) e fazendo par romântico com Mario (Bruno Gagliasso) e César (Rafael Cardoso).
Em 2018, retorna ao horário nobre como a protagonista Luzia em Segundo Sol, de João Emanuel Carneiro, uma mulher humilde e batalhadora, que após sofrer um grande golpe e ser injustiçada, tem que deixar sua vida para trás, mas regressa anos depois, a fim de reconstruir e conseguir sua vida de volta. Em 2021, Giovanna é uma das quatro protagonistas de Quanto Mais Vida, Melhor!. Na trama ela é Paula Terrare, uma mulher egocêntrica e viúva, dona da Cosméticos Terrare, sofre para manter a empresa em pé. Ela também sofre com a concorrência de Carmem (Júlia Lemmertz), dona da Wollinger, empresa de cosméticos, que aos poucos vai tirando os holofotes dela. Paula inesperadamente sofre um acidente que tira a vida dela, mas recebe uma nova chance da Morte.
Em 2022, Dez anos depois da parceria em Salve Jorge, a autora Glória Perez convida Alexandre Nero e Giovanna Antonelli para reviverem o casal Helô e Stênio em seu novo trabalho no horário das nove Travessia, prevista para o segundo semestre de 2022. Novamente foram destaque e roubaram o protagonismo.
Em 2025, e convidada para protagonizar em novela Beleza Fatal de Raphael Montes a Elvira Paixão. Elvira é uma mulher forte e batalhadora, que trabalha em diversas funções, como manicure e taróloga, para sustentar sua família. Após uma tragédia envolvendo sua filha adotiva, ela embarca em uma jornada difícil em busca de justiça e da verdade, tornando-se uma figura central no enredo e nos conflitos da trama.

## Vida pessoal
Giovanna Antonelli é descendente de italianos. Em 1998, começou a namorar o empresário Ricardo Medina, com quem se casou em 8 de março de 2000. O casal divorciou-se em fevereiro de 2002.
Em 2002, durante a telenovela O Clone, começou a namorar ator Murilo Benício. No mesmo ano eles foram morar juntos e ficaram noivos, mas a união conjugal terminou em janeiro de 2004. De abril a maio daquele ano namorou com o empresário Alexandre Accioly. Em junho voltou a namorar com Murilo Benício, e em setembro voltaram a morar juntos. O casal tem um filho chamado Pietro Antonelli Benício, nascido de parto cesariana, no Rio de Janeiro, em 24 de maio de 2005. Em outubro a união estável chegou ao fim definitivamente.
Em dezembro daquele ano começou a namorar o empresário norte-americano Robert Locascio, e em poucas semanas de namoro foram viver juntos. Eles oficializaram a união em 5 de maio de 2007, em uma cerimônia civil e religiosa na Itália. Em setembro, o casal divorciou-se. De 2007 a 2009 namorou o empresário Arthur Fernandes.
No final de 2009 começou a namorar o diretor Leonardo Nogueira. O casal foi viver junto após um mês de namoro. Em 8 de outubro de 2010, deu à luz as filhas do casal: as gêmeas idênticas Antônia e Sofia, também nascidas através de cesariana, no Rio de Janeiro. Por muito tempo desejou ter um quarto filho, mas desistiu por questões profissionais.

## Filmografia

### Televisão
| Ano  | Título                             | Personagem                                        | Nota(s)                                          |
| ---- | ---------------------------------- | ------------------------------------------------- | ------------------------------------------------ |
| 1991 | Clube da Criança                   | Angelicat (assistente de palco)                   |                                                  |
| 1994 | Tropicaliente                      | Benvinda                                          |                                                  |
| 1995 | Tocaia Grande                      | Maria da Ressurreição Saurê (Ressu)               |                                                  |
| 1996 | Xica da Silva                      | Elvira                                            |                                                  |
| 1998 | Corpo Dourado                      | Judite Moreira de Barros (Judy)                   |                                                  |
| 1999 | Você Decide                        | Valéria                                           | Episódio: "Ninguém é Perfeito"                   |
| 1999 | Você Decide                        | Aline                                             | Episódio: "Gol de Placa"                         |
| 1999 | Força de um Desejo                 | Violeta                                           |                                                  |
| 1999 | Malhação                           | Isabel Pasqualete (Isa)                           |                                                  |
| 2000 | Laços de Família                   | Capitu Bastos                                     |                                                  |
| 2001 | O Clone                            | Jade El Adib Rachid                               |                                                  |
| 2003 | A Casa das Sete Mulheres           | Anita Garibaldi                                   |                                                  |
| 2004 | Da Cor do Pecado                   | Bárbara Campos Sodré                              |                                                  |
| 2006 | Minha Nada Mole Vida               | Bia Lopes                                         | Episódio: "Procura-se Uma Namorada"              |
| 2007 | Amazônia, de Galvez a Chico Mendes | Delzuite Gonçalves                                |                                                  |
| 2007 | Sete Pecados                       | Clarice Ferrara                                   |                                                  |
| 2008 | Casos e Acasos                     | Jamile                                            | Episódio: "O Triângulo, a Tia Raquel e o Pedido" |
| 2008 | Três Irmãs                         | Alma Jequitibá de Matos                           |                                                  |
| 2009 | Viver a Vida                       | Dora Regina Vitória Vilela                        |                                                  |
| 2011 | Aquele Beijo                       | Claudia Colaboro                                  |                                                  |
| 2012 | As Brasileiras                     | Gigi                                              | Episódio: "A Venenosa de Sampa"                  |
| 2012 | Salve Jorge                        | Delegada Heloísa Sampaio Alencar (Helô)           |                                                  |
| 2013 | Pé na Cova                         | Priscila                                          | Episódio: "15 de outubro"                        |
| 2014 | Em Família                         | Clara Fernandes                                   |                                                  |
| 2015 | A Regra do Jogo                    | Atena Torremolinos / Francineide Maria do Socorro |                                                  |
| 2016 | Sol Nascente                       | Alice Tanaka                                      |                                                  |
| 2017 | Cidade Proibida                    | Paula                                             | Episódio: "26 de setembro"                       |
| 2018 | Brasil a Bordo                     | Ela mesma                                         | Episódio: "5"                                    |
| 2018 | Segundo Sol                        | Luzia dos Santos Batista / Ariella Arlesisla      |                                                  |
| 2021 | Filhas de Eva                      | Lívia Caldas Fantine                              |                                                  |
| 2021 | Quanto Mais Vida, Melhor!          | Paula Terrare / Eliete                            |                                                  |
| 2022 | Travessia                          | Delegada Heloísa Sampaio Alencar (Helô)           |                                                  |
| 2025 | Beleza Fatal                       | Elvira Paixão (Elvirinha)                         |                                                  |

### Cinema
| Ano  | Filme                           | Personagem                | Nota     |
| ---- | ------------------------------- | ------------------------- | -------- |
| 2000 | Bossa Nova                      | Sharon                    |          |
| 2002 | Avassaladoras                   | Laura de Felipes Palácios |          |
| 2003 | Maria, Mãe do Filho de Deus     | Maria Auxiliadora         |          |
| 2003 | Sinbad - A Lenda dos Sete Mares | Marina (voz)              | Dublagem |
| 2004 | A Cartomante                    | Karen Albuquerque         |          |
| 2007 | Caixa Dois                      | Ângela Barbosa dos Santos |          |
| 2007 | Por Amor                        | —                         |          |
| 2009 | Budapeste                       | Vanda Costa               |          |
| 2009 | The Heartbreaker                | Anna                      |          |
| 2010 | Chico Xavier                    | Cidália Xavier            |          |
| 2014 | S.O.S. Mulheres ao Mar          | Adriana                   |          |
| 2015 | S.O.S. Mulheres ao Mar 2        | Adriana                   |          |
| 2017 | O Poderoso Chefinho             | Janice (voz)              | Dublagem |
| 2023 | Elementos                       | Sra. Ripple (Voz)         | Dublagem |
| 2024 | Apaixonada                      | Beatriz                   |          |
| 2024 | IF                              | Blossom (voz)             | Dublagem |
| 2025 | Rio de Sangue                   | Patrícia Trindade         |          |

## Teatro
| Ano  | Título                     | Personagem     |
| ---- | -------------------------- | -------------- |
| 2001 | O Auto da Paixão de Cristo | Maria Madalena |
| 2003 | A Paixão de Cristo         | Maria          |
| 2003 | Dois na Gangorra           | Gittel         |

## Prêmios e indicações
| Ano  | Prêmio                              | Categoria                          | Trabalho                     | Resultado                     |
| ---- | ----------------------------------- | ---------------------------------- | ---------------------------- | ----------------------------- |
| 2000 | Prêmio Extra de Televisão           | Melhor Atriz                       | Laços de Família             | Venceu                        |
| 2000 | Prêmio Qualidade Brasil             | Melhor Atriz Revelação             | Laços de Família             | Venceu                        |
| 2000 | Prêmio TV Press                     | Melhor Atriz                       | Laços de Família             | Venceu                        |
| 2000 | Melhores do Ano                     | Melhor Atriz Coadjuvante           | Laços de Família             | Venceu                        |
| 2001 | Troféu Imprensa                     | Revelação do Ano                   | Laços de Família             | Venceu                        |
| 2001 | Meus Prêmios Nick                   | Atriz Favorita                     | O Clone                      | Venceu                        |
| 2001 | Prêmio Qualidade Brasil RJ          | Melhor Atriz                       | O Clone                      | Venceu                        |
| 2002 | Prêmio Contigo! de TV               | Melhor Atriz                       | O Clone                      | Indicada                      |
| 2002 | Prêmio Contigo! de TV               | Par Romântico (com Murilo Benício) | O Clone                      | Venceu                        |
| 2002 | Troféu Imprensa                     | Melhor Atriz                       | O Clone                      | Indicada                      |
| 2002 | Melhores do Ano                     | Melhor Atriz                       | O Clone                      | Venceu                        |
| 2002 | Prêmio Extra de Televisão           | Melhor Atriz                       | O Clone                      | Indicada                      |
| 2002 | Troféu Internet                     | Melhor Atriz                       | O Clone                      | Venceu                        |
| 2002 | Brazilian Film Festival of Miami    | Melhor Atriz                       | Avassaladoras                | Venceu                        |
| 2003 | Prêmio Guarani de Cinema Brasileiro | Melhor Atriz                       | Avassaladoras                | Indicada                      |
| 2003 | Prêmio Inte Espanhol                | Melhor Atriz                       | O Clone                      | Venceu                        |
| 2004 | Prêmio Contigo! de TV               | Melhor Atriz                       | A Casa das Sete Mulheres     | Indicada                      |
| 2004 | Prêmio Extra de Televisão           | Melhor Atriz                       | Da Cor do Pecado             | Indicada                      |
| 2004 | Prêmio Qualidade Brasil - RJ        | Melhor Atriz Televisão             | Da Cor do Pecado             | Indicada                      |
| 2004 | Prêmio Qualidade Brasil - SP        | Melhor Atriz Televisão             | Da Cor do Pecado             | Indicada                      |
| 2005 | Prêmio Contigo! de TV               | Melhor Atriz                       | Da Cor do Pecado             | Indicada                      |
| 2005 | Blockbuster Entertainment Awards    | Melhor Atriz de Drama              | Maria - Mãe do Filho de Deus | Indicada                      |
| 2009 | Prêmio Contigo! de TV               | Melhor Atriz                       | Três Irmãs                   | Indicada                      |
| 2010 | Prêmio Extra de Televisão           | Melhor Atriz Coadjuvante           | Viver a Vida                 | Venceu                        |
| 2013 | Meus Prêmios Nick                   | Atriz Favorita                     | Salve Jorge                  | Venceu                        |
| 2013 | Meus Prêmios Nick                   | Personagem Favorito                | Salve Jorge                  | Indicada                      |
| 2013 | Prêmio Quem de Televisão            | Melhor Atriz                       | Salve Jorge                  | Venceu                        |
| 2013 | Prêmio Extra de Televisão           | Melhor Atriz                       | Salve Jorge                  | Venceu                        |
| 2013 | Prêmio Contigo! de TV               | Melhor Atriz de Novela             | Salve Jorge                  | Indicada                      |
| 2013 | Jornal Diário Gaúcho                | Melhor Atriz                       | Salve Jorge                  | Venceu                        |
| 2014 | Troféu Imprensa                     | Melhor Atriz                       | Salve Jorge                  | Indicada                      |
| 2014 | Troféu Internet                     | Melhor Atriz                       | Salve Jorge                  | Venceu                        |
| 2014 | Prêmio Extra de Televisão           | Melhor Atriz Coadjuvante           | Em Família                   | Venceu                        |
| 2014 | Prêmio Contigo! de TV               | Melhor Atriz Coadjuvante           | Em Família                   | Indicada                      |
| 2014 | Melhores do UOL e PopTevê           | Par Romântico (com Tainá Muller)   | Em Família                   | Venceu                        |
| 2014 | Melhores do Ano Minha Novela        | Melhor Casal (com Tainá Muller)    | Em Família                   | Indicada                      |
| 2015 | Troféu Internet                     | Melhor Atriz                       | Em Família                   | Indicada                      |
| 2015 | Prêmio Quem de Televisão            | Melhor Atriz                       | A Regra do Jogo              | Venceu                        |
| 2015 | Melhores do Ano                     | Melhor Atriz de Novela             | A Regra do Jogo              | Venceu                        |
| 2015 | Prêmio Extra de Televisão           | Melhor Atriz                       | A Regra do Jogo              | Indicada                      |
| 2016 | Troféu Internet                     | Melhor Atriz                       | A Regra do Jogo              | Indicada                      |
| 2016 | Troféu Imprensa                     | Melhor Atriz                       | A Regra do Jogo              | Indicada                      |
| 2018 | Melhores do Ano                     | Melhor Atriz de Novela             | Segundo Sol                  | Venceu                        |
| 2018 | Troféu AIB de Imprensa              | Melhor Atriz                       | Segundo Sol                  | Indicada                      |
| 2018 | Prêmio Contigo! de TV               | Melhor Atriz                       | Segundo Sol                  | Indicada                      |
| 2019 | Troféu Internet                     | Melhor Atriz                       | Segundo Sol                  | Indicada                      |
| 2021 | Séries em Cena Awards               | Melhor Atriz em Série Dramática    | Filhas de Eva                | Venceu                        |
| 2021 | Prêmio Contigo! Online              | Melhor Atriz de Série              | Filhas de Eva                | Indicada                      |
| 2022 | Troféu Internet                     | Melhor Atriz de Novela             | Quanto Mais Vida, Melhor!    | Indicada                      |
| 2022 | SEC Awards                          | Destaque em TV                     | Quanto Mais Vida, Melhor!    | Indicada                      |
| 2022 | Troféu AIB de Imprensa              | Melhor Atriz                       | Quanto Mais Vida, Melhor!    | Indicada                      |
| 2023 | Troféu Internet                     | Melhor Atriz de Novela             | Travessia                    | Indicado                      |
| 2023 | Prêmio iBest                        | Influenciador Protagonista         | Travessia                    | 2º lugar (popular e academia) |
| 2023 | Prêmio Noticiasdetv.com             | Melhor Atriz Coadjuvante           | Travessia                    | Venceu                        |